# Centro de Pesquisa e Política de Doenças Infecciosas
O Centro de Pesquisa e Política de Doenças Infecciosas (CIDRAP) é um centro da Universidade de Minnesota que se concentra no tratamento da saúde pública e na resposta emergente a doenças infecciosas. Foi fundada em 2001 por Michael Osterholm, com o objetivo de "prevenir doenças e mortes por doenças infecciosas por meio de pesquisa epidemiológica e tradução rápida de informações científicas em aplicações e soluções práticas do mundo real".